# Устав Волгоградской области
Устав Волгоградской области — основной региональный нормативно-правовой акт — закон № 1-ОД от 24 февраля 2012 года. Принят в соответствии с Конституцией РФ самостоятельно Волгоградской областной Думой 14 февраля 2012 года, подписан Главой администрации Волгоградской области Боженовым А. С. и официально опубликован в газете «Волгоградская правда» № 35 от 29 февраля 2012 года. Вступил в силу 11 марта 2012 года. Действует на основании ч. 2 ст. 5 Конституции РФ.

## Общие положения
Устав начинается с преамбулы
Волгоградская областная Дума, сознавая свою историческую ответственность за государственную целостность и дальнейшее процветание Российской Федерации и Волгоградской области, признавая необходимость закрепления правового статуса Волгоградской области как равноправного субъекта Российской Федерации и создания правовой основы для ее всестороннего развития, утверждая права и свободы человека как высшие ценности, исходя из принципов разделения властей, верховенства Конституции Российской Федерации и федеральных законов, равноправия народов, гласности, гуманизма, способствуя сохранению и развитию исторических, национальных и духовных традиций, культур, языков, обычаев, стремясь обеспечить гражданский мир, межнациональное и межконфессиональное согласие, достойную жизнь всего населения Волгоградской области, основываясь на Конституции Российской Федерации, принимает настоящий Устав - основной закон Волгоградской области.
Устав состоит из 8 глав и 51 статьи.
Устав Волгоградской области является основным законом в системе нормативных правовых актов Волгоградской области, обладает высшей юридической силой по отношению ко всем нормативным правовым актам органов государственной власти области и органов местного самоуправления. Обладает прямым действием на территории всей Волгоградской области и применяется на всей территории Волгоградской области.
В случае противоречия Устава Волгоградской области федеральному закону, принятому по предмету ведения РФ или предмету совместного ведения РФ и субъекта РФ, действует федеральный закон.
Систему органов государственной власти образуют Волгоградская областная Дума (законодательный орган), губернатор области (высшее должностное лицо) и правительство Волгоградской области (высший исполнительный орган). В состав правительства Волгоградской области, возглавляемое его председателем, входят его заместители и министры.
Высшее должностное лицо Волгоградской области — губернатор (до января 2010 года — глава администрации) — избирается на 5 лет. Он имеет полномочия представлять Волгоградскую область во внешнеэкономических связях (п. 1 ч.1 с. 24).

## Изменения и дополнения Устава
В редакции Законов Волгоградской области от 01.06.2012  № 54-ОД, от 29.06.2012 № 66-ОД,  от 19.12.2012   № 174-ОД, от 23.05.2013 № 46-ОД,от 01.10.2013 № 96-ОД, от 06.12.2013 № 164-ОД, от 28.03.2014 № 37-ОД,  от 09.04.2014 № 54-ОД,    от 23.10.2014 № 131-ОД, от 24.03.2015 № 30-ОД, от 10.07.2015 № 90-ОД, от 15.02.2018 № 13-ОД, от 23.05.2018 № 62-ОД, от 30.03.2020 № 22-ОД, от 13.08.2021 № 73-ОД, от 26.04.2022 № 22-ОД, от 07.12.2022 №123-ОД.

## Структура
- Глава I. Основные положения (ст. 1—12);
- Глава II. Законодательная власть Волгоградской области (ст. 13—21);
- Глава III. Исполнительная власть Волгоградской области (ст. 22—33);
- Глава IV. Законодательство Волгоградской области (ст. 34—39);
- Глава V. Административно-территориальное устройство Волгоградской области (ст. 40—41);
- Глава VI. Экономическая основа Волгоградской области (ст. 42—46);
- Глава VII. Внесение изменений в Устав Волгоградской области (ст. 47—48);
- Глава VIII. Заключительные положения (ст. 49—51).

## Предыдущие версии Устава
В связи с вступлением в силу Устава Волгоградской области от 24 февраля 2012 года, согласно статьи 51 утратил силу ранее действовавший Устав Волгоградской области от 17 июля 1996 года и его изменений и дополнений.
Устав 1996 года начинася с преамбулы
Волгоградская областная Дума, сознавая свою историческую ответственность за государственную целостность и процветание России, признавая необходимость закрепления правового статуса области как равноправного субъекта Российской Федерации и создания правовой основы для её всестороннего развития, руководствуясь Конституцией Российской Федерации, принимает настоящий Устав (Основной закон) Волгоградской области.
Устав состоял из 7 глав и 62 статей. Основное отличие Устава 2012 года от Устава 1996 года состоит в новой форме управления областью. Администрацию области заменило правительство –коллегиальный исполнительный орган власти. Возглавляет правительство вице-губернатор. Это изменение должно было улучшить управление областью и сократить число чиновников . 

## Комментарии
1. ↑  Республика (государство) имеет свою конституцию и законодательство. Край, область, город федерального значения, автономная область, автономный округ имеет свой устав и законодательство